# Top Karting
Top Karting est un magazine français consacré au karting, créé en 1989 par Patrick Damary et Gilles Stievenart, et dont la parution cesse en 2005 après 138 numéros.

## Historique
En mai 1989, Patrick Damary crée avec Gilles Stievenart le magazine Top Karting. Auparavant, la marque Top Karting a été déposée en mars 1988 à l'INPI . Elle est à nouveau déposée en 1990 et en 2000. 
Plusieurs rédacteurs en chef se succédent :
- de 1989 à 1991 : Patrick Damary ( qui quitte le journal pour créer Le Magazine du Karting)
- de 1992 à 1993 : Edouard Dana
- de 1994 à 1996 (janvier) : Jacky Foulatier ( qui quitte le journal pour créer Kart Mag)
- de 1996 à 1997 : Edouard Dana à nouveau
- de 1997 à 1998 : Arnaud Briand
- de 1998 à 2001 : Frédéric Fuzier
- de 2001 à 2003 : Jean-Luc Nobleaux
- de 2004 à 2005 : Philippe Boulleau

La direction de la publication est assurée par :
- de 1989 à 1992 : Gilles Stievenart
- de 1992 à 2002 : Edouard Dana
- de 2002 à 2003 : Martine Pasolini
- de 2004 à 2005 : Philippe Boulleau

Le journal est édité par les Éditions Stevens, puis par Interpress et à partir de 1994 par les Éditions Riva.
Chaque année Top Karting édite Le Guide du karting  (ISSN 1254-4604).
Le 138e et dernier numéro est publié en décembre 2005.

## Contenu
L'évolution du logo est la suivante :

1989-1995
1995-2003
2003-2005

Le magazine traite de l'ensemble des sujets du karting :
- compétitions internationales, nationales et régionales : calendrier et comptes rendus ;
- matériels : châssis, moteurs, ...;
- technique : réglages, ...;
- circuits ;
- acteurs : visite d'usines, portraits de pilotes, ..

Les premières années le journal abordait aussi le kart-cross et le quad

## Concurrence
Les principaux magazines concurrents étaient :
- Kart Mag, à partir de 1996
- Spécial Karting puis France Auto Karting, le journal de la Fédération française du sport automobile